# Nouveau Parti de la réforme
Le Nouveau Parti de la réforme (新党改革, Shintō Kaikaku, NPR) est un parti politique japonais. Initialement fondé sous le nom de Club Kaikaku (改革クラブ, Kaikaku Kurabu, littéralement « club de la réforme ») - officiellement traduit en anglais par New Renaissance Party (NRP), soit en français Nouveau parti de la Renaissance (NPR) - le 29 août 2008 par quatre membres de la Chambre des conseillers, la chambre haute de la Diète du Japon, jusque-là dans l'opposition au Parti libéral-démocrate (PLD) mais en désaccord avec la direction de leurs partis et souhaitant se rapprocher de ce dernier. Ils étaient menés par Hideo Watanabe, dissident du Parti démocrate du Japon (PDJ), et Hiroyuki Arai, ancien du Nouveau parti Nippon (NPN). Après le ralliement du populaire dissident du PLD Yōichi Masuzoe, qui en devient le nouveau dirigeant, il se transforme pour prendre son nom actuel le 23 avril 2010. Après les élections à la Chambre des conseillers du 21 juillet 2013, Hiroyuki Arai, qui est désormais le seul parlementaire du parti, en devient le président.

## Historique

### ClubKaikaku

#### Formation
Le parti (plus exactement mouvement politique, n'ayant pas à l'époque les qualifications requises pour être reconnu en tant que parti politique, tout particulièrement le fait d'avoir au moins cinq parlementaires) est officiellement créé le 29 août 2008, en réaction à la situation de crise parlementaire créée par la division de la Diète entre une Chambre des représentants largement dominée par la coalition gouvernementale PLD-Nouveau Kōmeitō depuis sa victoire écrasante aux élections législatives de 2005, et une Chambre des conseillers, certes moins puissante mais pouvant retarder le travail législatif, dominée depuis le renouvellement de la moitié de ses membres en 2007 par l'opposition non-communiste structurée autour du PDJ. Les membres fondateurs du Club Kaikaku reprochent notamment à cette dernière de s'être engagée dans une stratégie d'opposition systématique et donc de contribuer à un blocage de la situation, tout en regrettant que : « La Chambre haute est maintenant utilisée comme un outil de contre-pouvoir de la Chambre basse ». Hideo Watanabe explique ainsi la démarche du nouveau mouvement : « Il y a eu beaucoup de spéculation, mais notre fondement principal dans la formation du parti est de poursuivre le véritable but de la Chambre haute et d'accroître la valeur du système bicaméral ». Il entend ainsi à l'époque mettre en œuvre un dialogue permanent entre les différents partis afin de faire évoluer la situation.
Ses quatre membres fondateurs, tous des conseillers jusque-là de l'opposition, sont :
- deux démissionnaires du PDJ, tous deux étant allés à l'encontre la consigne de leur parti lors du vote du 9 avril 2008 sur le choix du gouverneur de la Banque du Japon (la direction démocrate ayant appelé à votre contre le candidat du gouvernement, Hiroshi Watanabe, parce qu'il s'agit d'un ancien haut fonctionnaire du ministère des Finances[1]) :
  - Hideo Watanabe, membre de la Chambre des représentants de 1976 à 1993 et de la Chambre des conseillers à la proportionnelle nationale depuis 1998, ancien ministre des Postes et Télécommunications sous les couleurs du PLD de 1991 à 1992, il avait finalement quitté ce mouvement en 1997 pour rejoindre le principal parti d'opposition de l'époque, le Shinshintō. Après l'éclatement de ce dernier en décembre 1997, il avait suivi son président, et lui aussi ancien du PLD, Ichirō Ozawa dans la formation de son nouveau parti, le Parti libéral, de tendance libérale économique et réformatrice sur le modèle de la révolution conservatrice de Margaret Thatcher ou Ronald Reagan. Il a par la suite fermement soutenu la fusion de ce parti avec le PDJ en 2003. Artisan des victoires démocrates lors des deux renouvellements tricennaux de la chambre haute de 2004 (au cours duquel il est lui-même réélu avec l'un des meilleurs scores des candidats du parti) et de 2007, il est à la suite de cela porté à la présidence de la Commission de l'Économie et de l'Industrie de la Chambre des conseillers de 2007 à 2008. Il s'est toutefois montré à plusieurs reprises très proche des positions de la majorité, notamment concernant la réforme de la Constitution, et vote ainsi le 14 mai 2007, contre la position officielle de son parti, en faveur de la loi référendaire permettant le recours systématique au référendum pour les projets de révisions constitutionnelles[2]. Il s'est également de plus en plus montré hostile à la stratégie d'opposition dure mise en place par Ichirō Ozawa[3]. Il critique également son positionnement en matière d'affaires étrangères, notamment une attitude jugée trop complaisante à l'égard de la république populaire de Chine[4]. Il est depuis sa création jusqu'à sa transformation en NPR le président du Club Kaikaku.
  - Yasuhiro Ōe, élu à la Chambre des conseillers à la proportionnelle nationale depuis 2001, réélu en 2007, sous les couleurs successives du Parti libéral puis du PDJ, il s'est vite positionné comme l'un des principaux représentants de l'aile droite conservatrice de ce dernier, et comme l'un des rares anciens membres du Parti libéral à prendre rapidement une ligne « anti-Ozawa ». Il est président de la commission du Territoire et des Transports de la Chambre des conseillers de 2006 à 2007, défend des liens plus proches avec Taïwan qu'avec la république populaire de Chine (étant plutôt proche du Parti démocrate progressiste de l'ancien président Chen Shui-bian, considéré comme hostile vis-à-vis de la politique d'une seule Chine, favorable à un État taïwanais indépendant et plus « pro-japonais » que le Kuomintang du nouveau président Ma Ying-jeou[5],[6]). Il se fait également remarqué pour ses positions plutôt nationalistes et révisionnistes, assez minoritaires au sein du PDJ. Il fait ainsi partie avec les députés Kenji Tamura, Ei'ichirō Washio et Shū Watanabe des quatre seuls parlementaires démocrates, contre sept libéraux-démocrates et un indépendant, à signer la pétition envoyée le 13 juillet 2007 à l'ambassade américaine à Tōkyō pour demander le retrait du projet de Résolution 121 de la Chambre des représentants des États-Unis (finalement votée le 30 juillet suivant) réclamant des excuses officielles du gouvernement japonais pour la question dite des « femmes de réconfort » durant la Seconde Guerre mondiale et introduire ce sujet dans les programmes scolaires[7]. Il est également l'un des approbateurs du film La Vérité sur Nankin de Satoru Mizushima, dont le but est de battre en brèche la soi-disant « vérité officielle » concernant le massacre de Nankin (les milieux nationalistes et révisionnistes japonais remettent surtout en cause le nombre de victimes du massacre avancé pourtant par une très large majorité d'historiens, soit entre 100 000 et 350 000 morts). Il est depuis sa création, et jusqu'à sa transformation, le président du Comité des Affaires générales et de celui des Affaires de la Diète du Club Kaikaku.
- deux indépendants non inscrits :
  - Hiroyuki Arai, ancien représentant libéral-démocrate de 1993 à 2003 avant d'être élu à la Chambre des conseillers à la proportionnelle nationale sur la liste du PLD en 2004, il était membre au sein du PLD du Shisuikai, l'une des plus conservatrices sur le plan des valeurs et de la vision de la société. Ancien partisan de Jun'ichirō Koizumi dont il fut l'un des organisateurs de la campagne lors de sa première tentative de prendre la présidence du parti en 1995 ou en étant le chef de la communication du PLD lors des élections à la Chambre des conseillers de 2001, il s'oppose toutefois à son projet de privatisation de la poste japonaise de 2005 et fait donc partie cette année-là des « rebelles postaux » ayant quitté le parti majoritaire de l'époque. Membre fondateur et secrétaire général à partir d'août 2005 du Nouveau parti Nippon de l'ancien gouverneur libéral, et pourtant lui-même plutôt réformiste, de Nagano Yasuo Tanaka. Il quitte toutefois ce petit mouvement et rompt avec Tanaka en juillet 2007 afin de protester contre la modification récente par ce dernier de la constitution interne du parti visant à l'orienter plus vers ses thèses libérales et réformatrices que sur l'opposition conservatrice à la privatisation de la poste. Il siège ensuite comme indépendant jusqu'à la création du Club Kaikaku l'année suivante, dont il devient le secrétaire général, poste qu'il conserve dans la direction du NPR.
  - Shinpei Matsushita, ancien secrétaire du conseiller libéral-démocrate puis indépendant de Miyazaki Motoi Nagamine (élu de 1995 à 2001) qui sera son mentor en politique, il est lui-même élu en 2004 sans étiquette au vote unique non transférable pour la préfecture de Miyazaki à la Chambre des conseillers. Il siège d'abord au sein du groupe commun « PDJ - Shin-Ryokufūkai », sans adhérer à aucun parti, puis quitte le groupe et devient donc un non-inscrit le 5 juillet 2007, notamment parce qu'il n'a pas réussi à convaincre le PDJ d'investir son ancien parrain en politique, Motoi Nagamine, lui préférant le plus jeune Itsuki Toyama : celui-ci est élu tandis que Motoi Nagamine n'arrive qu'en quatrième position. Il se rapproche ensuite du PLD, et vote notamment en faveur de la reconduction de la mission d'approvisionnement des Forces japonaises d'autodéfense aux forces internationales engagées en Afghanistan telle que proposée par le gouvernement de Yasuo Fukuda en janvier 2008. Il est également un défenseur du film La Vérité sur Nankin.

Le Club Kaikaku devait initialement comporter un cinquième membre, à savoir la conseillère démocrate Yumiko Himei, élue en 2007 au vote unique non transférable dans la préfecture d'Okayama. Ayant tout d'abord, comme Watanabe et Ōe le 28 août, elle se ravise le lendemain, notamment grâce à l'intervention de Naoto Kan, de qui elle reste une proche au sein du parti.
Il ne faut toutefois pas longtemps au jeune mouvement pour pouvoir officiellement atteindre le quota de parlementaire requis pour être reconnu par la loi en tant que parti politique, avec le ralliement le 24 septembre 2008 d'un député indépendant ex-PDJ :
- Shingo Nishimura

Bien que se voulant au départ une passerelle entre majorité et opposition à la Chambre des conseillers, le Club Kaikaku devient en fait rapidement une force d'appoint de la coalition PLD-Nouveau Kōmeitō. Les quatre conseillers votent le 24 septembre 2008 en faveur de Tarō Asō comme Premier ministre, et seul Shingo Nishimura choisit un autre candidat (l'indépendant Takeo Hiranuma).

#### Après les élections législatives de 2009
Aux élections législatives du 30 août 2009, le Club Kaikaku fait campagne avec pour slogan « Les conservateurs qui réforment » (改革する保守, Kaikaku suru hoshu), mais ne présente qu'un seul candidat, son unique sortant, Shingo Nishimura, à la fois au scrutin uninominal majoritaire à un tour dans le 17e district de la préfecture d'Ōsaka, où il affronte la détentrice libéral-démocrate de la circonscription qui l'avait battu en 2005, Nobuko Okashita, et le nouveau candidat démocrate Megumu Tsuji, et à la proportionnelle en constituant seul une liste dans le bloc de Kinki. Il est battu aux deux scrutins : au vote majoritaire, il arrive en troisième et avant-dernière position avec 36 650 voix et 17,5 % (contre 43,11 % à Tsuji, qui est élu, et 30,27 % à Okashita) ; à la proportionnelle, il obtient à peine 58 141 votes et 0,52 des voix, soit le plus mauvais score du bloc. Le Club Kaikaku se retrouve donc une nouvelle fois réduit à seulement quatre parlementaires, et perd momentanément son statut de parti politique.
À la suite de ce scrutin, le mouvement confirme son rapprochement avec le PLD, désormais relégué dans l'opposition à la suite de la victoire du PDJ. Le 11 septembre 2009, les quatre conseillers rejoignent ceux libéraux-démocrates pour former un groupe commune « PLD - Club Kaikaku ». Cinq jours plus tard, à l'occasion de l'élection du nouveau Premier ministre, ils votent tous en faveur du candidat libéral-démocrate Masatoshi Wakabayashi contre le président du PDJ Yukio Hatoyama, qui est élu.
Le 16 octobre 2009, il retrouve un cinquième parlementaire avec le ralliement d'un député élu comme indépendant au scrutin du 30 août, une personnalité de poids quoique qu'à l'image sulfureuse :
- Kishirō Nakamura, député de 1976 à 1994, de 1996 à 2003 et depuis 2005, successivement représentant de l'ancien 3e district de la préfecture d'Ibaraki de 1976 à 1994 puis de la nouvelle 7e circonscription de cette même préfecture de 1996 à 2003 et depuis 2005. Élu tout d'abord sans étiquette en 1976, il adhère très vite au PLD et en son sein au « Club du Jeudi » (木曜クラブ, Mokuyō kurabu?), la faction dominante de l'ancien Premier ministre Kakuei Tanaka, puis au « Groupe d'études d'Heisei » (平成研究会, Heisei Kenkyūkai?) ou Heiseikai qui lui succède en 1987. Membre du Cabinet à la fin des années 1980 et au début des années 1990, il est Ministre d'État et directeur de l'Agence des Sciences et des Technologies en 1989 (il est alors le premier membre d'un gouvernement japonais à être né après la guerre) puis ministre de la Construction de 1992 à 1993. Il fait partie au début des années 1990 d'un quartet de jeunes réformateurs alliés pour prendre les rênes du parti et modifier sa pratique du pouvoir, « NYKK » (d'après les initiales de ses membres), avec Taku Yamasaki, Kōichi Katō et Jun'ichirō Koizumi. Il est condamné une première fois pour trafic d'influence en 1994, mettant un terme à ses ambitions politiques et réduisant le quartet « NYKK » à un trio « YKK ». S'étant pourvu en appel puis devant la Cour suprême du Japon, il revient pour les élections législatives de 1996 et remporte largement sa circonscription avec le soutien tacite du PLD dont il n'est plus membre. Il est réélu par la suite à chaque fois qu'il s'est représenté, comme indépendant et avec face à lui des candidats de tous les grands partis. En janvier 2003, la Cour suprême du Japon confirme la peine d'emprisonnement de 1994 : il doit à nouveau abandonner son siège pour être incarcéré, et ne peut participer aux élections législatives de 2003. Après 18 mois de prison, il est relâché en juin 2004 et se représente donc, toujours sans étiquette, pour être réélu aux législatives de 2005. Il a par la suite été un ferme soutien des réformes structurelles de son ancien allié Koizumi et tout particulièrement de la privatisation de la poste. Il a été réélu en 2009 avec toujours le même programme réformateur et pour slogan « Réhabilitation du Japon ». Après son ralliement au Club Kaikaku, il rejoint le groupe parlementaire des libéraux-démocrates pour former, comme à la Chambre des conseillers, un « groupe PLD - Club Kaikaku ».

Au mois de janvier 2010, à l'approche du renouvellement de la moitié de la chambre haute du 11 juillet 2010, le Club Kaikaku connaît un « échange » de conseillers à quelques jours d'intervalle avec :
- l'adhésion au parti le 8 janvier 2010 de Toshio Yamauchi, élu depuis 1998 au vote unique non transférable pour la préfecture de Kagawa, réélu en 2004. Spécialiste des questions administratives, il est secrétaire parlementaire du ministre des Affaires intérieures et des Télécommunications en 2001 et président de la Commission des Affaires générales de la Chambre des conseillers de 2006 à 2007, il a ainsi participé à la finalisation de la privatisation postale. Il a également été vice-ministre de l'Éducation, de la Culture, des Sports, des Sciences et de la Technologie de 2008 à 2009. Dès le 23 septembre 2009, il annonce ne pas se représenter à l'élection de 2010 et qu'après celle-ci il se retirera de la vie politique[11]. Le 25 décembre suivant, il annonce également, en même temps que deux autres conseillers libéraux-démocrates (Kentarō Tamura et Tamon Hasegawa), quitter le PLD avec pour projet de rejoindre le Club Kaikaku quand les deux autres disent vouloir rester comme non inscrits[12]. Sa démission de l'ancien parti majoritaire est officielle le 5 janvier 2010, et son adhésion au Club Kaikaku trois jours plus tard.
- le départ le 14 janvier 2010 de Shinpei Matsushita pour adhérer le lendemain au PLD, dans l'espoir d'obtenir l'investiture de ce parti et ainsi augmenter ses chances d'être réélu dans la préfecture de Miyazaki aux élections du 11 juillet. Ainsi, l'arrivée de Toshio Yamauchi, qui a déjà annoncé qu'il ne se représentait pas, est vu comme un « geste » du PLD en faveur du Club Kaikaku pour lui permettre de conserver cinq parlementaires et donc son statut de parti politique.

### Le NPR
Le 23 avril 2010, le Club Kaikaku est rejoint par trois nouveaux membres de la Chambre des conseillers :
- Yōichi Masuzoe, dissident du PLD depuis la veille[13], élu à la Chambre des conseillers à la proportionnelle nationale depuis 2001, réélu en 2007, il fut ministre de la Santé, du Travail et des Affaires sociales dans les gouvernements Abe, Fukuda et Asō de 2007 à 2009. Connu du grand public pour avoir été à la fin des années 1980 et au début des années 1990 un expert très médiatisé des questions internationales et de la réforme du système politique japonais, il mène dans les sondages comme l'homme politique préféré pour devenir le prochain Premier ministre (un sondage du Yomiuri Shimbun lui donne un taux de 27 %[14]). Il est connu pour son franc-parler et ses idées réformatrices et libérales sur le plan économique.
- Tetsurō Yano, dissident du PLD (et en son sein de la faction conservatrice Shisuikai) depuis le jour même, conseiller pour la préfecture de Tochigi depuis 1992, réélu en 1998 et 2004, il fut vice-ministre des Affaires étrangères de 2002 à 2003.
- Masakatsu Koike, ancien maire de Tokushima (la capitale de la préfecture du même nom, sur l'île de Shikoku) de 1993 à 2004 (réélu en 1997 et 2001), il est élu à la Chambre des conseillers initialement comme indépendant pour la préfecture de Tokushima en 2004. Il a été secrétaire parlementaire auprès du ministre des Affaires étrangères de 2007 à 2008.

Le Club Kaikaku se transforme alors en Nouveau parti de la réforme, dont Yōichi Masuzoe prend la présidence et Tetsurō Yano la présidence déléguée. Pour protester contre cette transformation, le représentant Kishirō Nakamura (qui était jusqu'alors l'unique député du parti) et le conseiller Yasuhiro Ōe (qui était jusqu'alors le président du Comité des Affaires générales et de celui des Affaires de la Diète du Club Kaikaku) démissionnent du mouvement tout en restant membre du groupe commun « PLD-Club Kaikaku ». Le 14 mai 2010, Yasuhiro Ōe rejoint le Parti de la réalisation de la joie tandis que le NPR forme un groupe parlementaire distinct.
Lors du renouvellement de la moitié de la Chambre des conseillers du 11 juillet 2010, le NPR présente douze candidats dont quatre de ses cinq sortants (tous ses parlementaires sauf Masuzoe, dont le siège n'était pas en jeu, et Yamauchi qui ne se représentait pas) : sept au vote unique non transférable au niveau des préfectures et cinq à la proportionnelle à l'échelle nationale. Seul Hiroyuki Arai est réélu à la proportionnelle nationale (la liste du parti a totalisé 1 172 395,19 voix soit 2,01 % des suffrages exprimés et le huitième score du pays). Les candidats du parti au vote unique non transférable n'ont quant-à-eux totalisé que 625 431 bulletins et 1,1 % des suffrages exprimés. Avec désormais uniquement deux conseillers, le NPR est en dessous de la barre des cinq parlementaires requis pour être considérés comme un parti au regard de la loi de financement des organisations politiques. Il forme par la suite un groupe commun avec un autre jeune mouvement de droite conservatrice et nationaliste issu de dissidences du PLD, Tachiagare Nippon.

## Direction

### ClubKaikaku
Du 29 août 2008 au 23 avril 2010, la direction du Club Kaikaku a été la suivante :
- Président : Hideo Watanabe
- Secrétaire général : Hiroyuki Arai
- Président du Comité des Affaires générales et de celui des Affaires de la Diète : Yasuhiro Ōe

### NPR
Depuis le 23 avril 2010, la nouvelle direction du NPR est la suivante :
- Président : Yōichi Masuzoe
- Conseiller suprême (fonction honorifique) : Hideo Watanabe
- Président délégué : Tetsurō Yano
- Secrétaire général : Hiroyuki Arai
- Président du bureau politique : Masakatsu Koike
- Président du Comité des Affaires de la Diète : Toshio Yamauchi

## Idéologie
Le Club Kaikaku puis le NPR a une plateforme politique orientée à droite, à la fois conservatrice voire traditionaliste, avec une défense des valeurs japonaises se traduisant notamment par une réforme du système éducatif, et nationaliste (ou patriotique). Plusieurs de ses dirigeants ont en effet soutenus le film révisionniste La Vérité sur Nankin. 
Il défend nettement une révision de la Constitution du Japon afin de supprimer ses dispositions pacifistes et son interdiction au recours à la force militaire posée dans son article 9, et doter le pays d'une armée conventionnelle afin qu'il devienne une « Nation normale ». Il défend une diplomatie d'indépendance nationale, notamment en ne dépendant plus des États-Unis sur le plan stratégique et de la sécurité, et offensive à l'égard des régimes autoritaires de la région (la république populaire de Chine et la Corée du Nord). Il met tout particulièrement l'accent sur une résolution rapide de la question des enlèvements de Japonais par le régime de Pyongyang et le maintien des sanctions à son égard et veut renforcer les liens avec Taïwan. 
Dans le même temps, il soutient dans l'ensemble les réformes libérales engagées par Jun'ichirō Koizumi, ainsi que la décentralisation, la diminution du poids de l'État (avec par exemple une équipe gouvernementale restreinte), la réduction des impôts sur les sociétés et une dérégulation plus rapide afin de stimuler la reprise économique, mais veut dans le même temps en atténuer les effets sur le plan social.